# Kaiserstuhl (gebergte)
De 557 m hoge Kaiserstuhl is een klein laaggebergte van vulkanische oorsprong in het zuidwesten van de Duitse deelstaat Baden-Württemberg.

## Geografie
De Kaiserstuhl ligt aan de oostelijke rand van de Boven-Rijnse Laagvlakte in het zuiden van Baden, noordwestelijk van de stad Freiburg im Breisgau. De Rijn stroomt vlak ten westen van de Kaiserstuhl, zo'n 355 m lager dan het hoogste punt. De Kaiserstuhl is maximaal 16 km lang en de grootste breedte bedraagt 12,5 km.
De hoogste punten zijn de Totenkopf (557 m), de Eichelspitze (520 m) en de Katharinenberg (492 m). In het centrum ligt het natuurgebied Badberg, waar zeldzame planten als orchideeën groeien en wandelroutes zijn aangelegd met uitzicht op het Zwarte Woud, de Rijnvlakte en de Vogezen. De bekendste wandelroute over de Kaiserstuhl is de Nord-Süd-Weg (gemarkeerd met een blauwe ruit op een gele achtergrond) vanaf Endingen am Kaiserstuhl over de Katharinenberg en langs de uitzichttoren Neunlinden naar Ihringen.

## Naamgeving
De naam Kaiserstuhl (Duits voor "Keizerstroon") komt vermoedelijk van koning Otto III die bij Sasbach am Kaiserstuhl in 994, twee jaar voordat hij tot keizer gekroond werd, een gerechtszitting hield.

## Geologie
Het ontstaan van de Kaiserstuhl in het Tertiair was zowel het hoogtepunt als het einde van de vulkanische activiteit in het gebied van de Boven-Rijnslenk. Deze activiteit begon al in het Krijt en uit zich in talrijke weggeërodeerde diatremen. De Kaiserstuhl is de enige vulkaan van deze grootte in de omgeving van de Boven-Rijnslenk.
Geologisch gezien kan de Kaiserstuhl in een vulkanisch en een sedimentair deel worden verdeeld.

### Sedimentaire gesteenten
De sedimentaire gesteenten waaruit het oostelijke gedeelte van de Kaiserstuhl bestaat zijn nagenoeg horizontaal liggende Jurassische en Tertiaire lagen. Belangrijke stratigrafische eenheden zijn de Hauptrogenstein (een geelgrijze oolitische kalksteen die vooral bij Riegel am Kaiserstuhl dagzoomt) en de Pechelbronner formatie (Tertiair, dagzoomt bij Bötzingen). Dezelfde formaties dagzomen ook bij Tuniberg ten westen en bij de Schönberg ten zuiden van Freiburg im Breisgau.

### Vulkanisme
Petrologisch zijn de vulkanische gesteenten van de Kaiserstuhl een alkalibasalt-carbonatietcomplex. De vulkanische gesteenten waaruit de centrale en westelijke Kaiserstuhl is opgebouwd zijn rond 19 tot 16 miljoen jaar geleden (in het Mioceen) bij talrijke vulkaanuitbarstingen gevormd. Door afwisselend erupties van tefra en lavastromen uit verschillende diatremen ontstond een complexe stratovulkaan.
De vulkanische gesteenten liggen gedeeltelijk concordant over de sedimentaire gesteenten van de westelijke Kaiserstuhl heen, waardoor deze ter plekke soms aan contactmetamorfose (het opbakken van gesteente als gevolg van hoge temperatuur) hebben blootgestaan.
De omhoogkomende magma is gedeeltelijk ook als ganggesteente ondergronds gestold. Dit gesteente dagzoomt in de centrale Kaiserstuhl.
Door erosie is inmiddels meer dan 100 m van de oorspronkelijke vulkaan verdwenen.

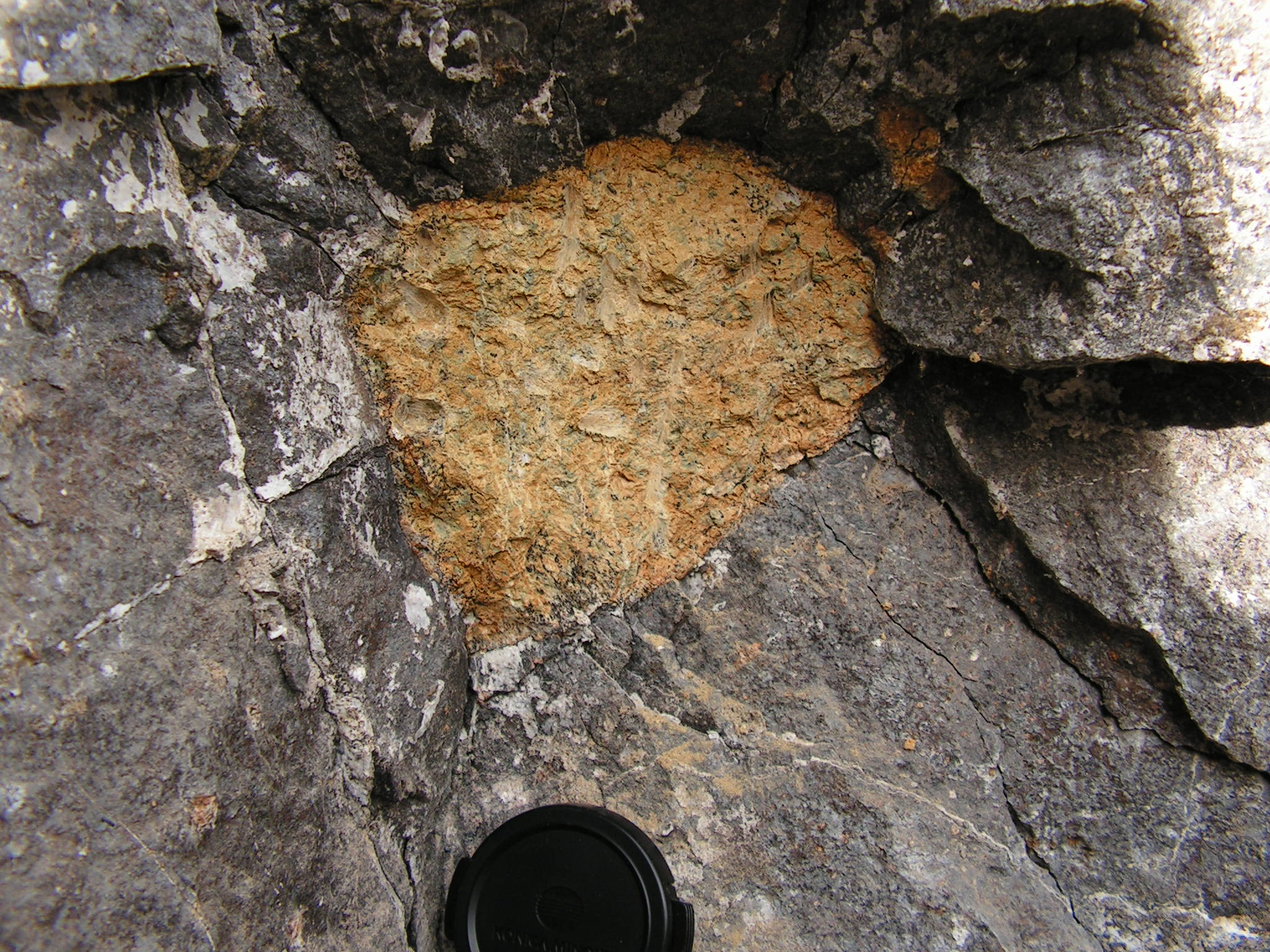
Een xenoliet uit de mantel (geel verweerde peridotiet) in een grijze olivijn-nefelinietlava, uit de Lützelberg bij Sasbach. De xenolieten zijn meestal een aantal cm groot.

#### De vulkanische gesteenten
De vulkanische gesteenten van de Kaiserstuhl bestaan voornamelijk uit mineralen als foiden en olivijn, en zijn onderverzadigd in silica (SiO2, dit maakt deze gesteenten ultramafisch).
De uitvloeiingsgesteenten zijn voor het grootste deel leucieten en tefrieten, maar ook fonoliet, limburgiet en olivijn-nefeliniet komen voor. De laatste is zeer rijk aan mantel-peridotieten. In de uitvloeiingsgesteenten zijn in de westelijke Kaiserstuhl carbonaathoudende ignimbrieten en lapilli te vinden.
De subvulkanische intrusies en ganggesteenten van de centrale Kaiserstuhl zijn in feite de diepere equivalenten van de uitvloeiingsgesteenten, zoals essexiet, carbonatiet en krofkorrelige phonoliet. Omdat deze gesteenten vrijwel nergens anders ter wereld voorkomen bestaat er een eigen naamgeving (alvikiet, hauynofyr, mondhaldeiet, tinguaiet, monchiquiet, enzovoorts) die alleen in literatuur over de Kaiserstuhl voorkomt. Wetenschappelijk is vooral de carbonatiet die bij Altvogtsburg en Schelingen dagzoomt interessant, een gesteente dat uit gesmolten carbonaat uitkristalliseert. Tot in de jaren zestig werd niet ingezien dat deze gesteenten vulkanisch van oorsprong waren, omdat ze gemakkelijk te verwarren zijn met (sedimentaire) kalksteen. Vanwege het voorkomen van het mineraal pyrochloor werd de carbonatiet tot halverwege de 20e eeuw op kleine schaal gewonnen.

#### Mineralen
De Kaiserstuhl is een bekende vindplaats van vele zeldzame mineralen. Vindplaatsen zijn bijvoorbeeld de groeve bij de Limberg (verschillende zeolieten), bij de Badberg en Orberg (koppiet), in de phonoliet van de Fohberg en Kirchberg (zeolieten, wollastoniet en melaniet). De zeldzame mineralen komen voor in aders of als opvullingen van bellen in de lava's (amandelsteen).

### Lössbedekking
De gesteenten van de Kaiserstuhl worden door een laag löss uit het laatste glaciaal overdekt. In het glaciaal was de Rijnvlakte met de Kaiserstuhl ijsvrij, maar de omringende gebergtes waren bedekt met gletsjers. Omdat er nauwelijks begroeiing was in het periglaciale gebied, had de wind vrij spel. Het herkomstgebied van de löss lag voornamelijk in de noordelijke Kalkalpen. Het lichtste materiaal werd door de wind meegenomen en waar hindernissen (zoals de Kaiserstuhl) voorkwamen afgezet. Dit zorgde voor een dikke, vruchtbare wigvormige laag löss tegen de Kaiserstuhl aan. De dikte varieert tussen de 10 en 40 meter.
Door de kalkrijkheid komen in de löss zich onregelmatig herhalende roestbruine laagjes voor, ontstaan door de verwering van kalkdeeltjes in een fase van langzamere sedimentatie. De verweerde löss wordt lössleem genoemd.

## Klimaat
Doordat het gebied in de regenschaduw van de Vogezen en de Bourgondische Poort ligt, heerst er een droog, warm klimaat. Met zijn mediterrane klimaat is de Kaiserstuhl een van de warmste streken van Duitsland. De löss en verweerde vulkanische gesteenten vormen bovendien een zeer vruchtbare bodemsoort.
De gemiddelde temperatuur bedraagt 9,9°C, waarbij het 50-60 dagen per jaar zomers weer is en 60-70 dagen per jaar vriest. De gemiddelde temperatuur over een etmaal verschilt 18,5 °C, een groot verschil tussen zomer en winter.
De gemiddelde neerslag bedraagt per jaar 600-700 mm, jaarlijks heeft de Kaiserstuhl 1720 uur zonneschijn.

Smaragdhagedis (Lacerta viridis)

## Flora en fauna
Het warme klimaat zorgt voor in Duitsland ongebruikelijke soorten planten en dieren. Zo is de Kaiserstuhl een van de plekken met de grootste verscheidenheid aan orchideeën in Europa, er komen meer dan 30 soorten voor. Tussen de wijnranken komen wilde druifhyacinten voor en op hellingen groeien lissen.
Verder leven er mediterrane soorten als smaragdhagedissen en bidsprinkhanen (Mantis religiosa). De zachte eik (Quercus Pubescens) is een xerofyt en komt verder alleen in Zuid-Europa voor. Voor al deze soorten vormt de Kaiserstuhl een disjunct verspreidingsgebied, een leefgebied dat niet vastzit aan het gebied waar ze normaal voorkomen. Dit is een relict uit het Atlanticum, een warmere periode grofweg rond 5000 voor Christus, toen ook in omringende gebieden een warmer klimaat heerste. Nadat het klimaat weer kouder werd konden de soorten alleen op de Kaiserstuhl overleven.

## Economie
Net als bijvoorbeeld aan de randen van de Vogezen gebeurt, vindt op de löss van de Kaiserstuhl wijnbouw plaats. De wijngaarden van de Kaiserstuhl zijn gelegen in het wijngebied Baden en vallen onder de Bereich Kaiserstuhl-Tuniberg. Het grootste deel van de wijnbouw hier is in handen van wijncoöperaties ofwel Winzergenossenschaften, maar er is ook een aantal hoogwaardige zelfstandige producenten van wijn. De wijnen uit het gebied behoren tot de meest zware van Duitsland waarbij de nadruk voor de hogere kwaliteiten ligt op het gebruik van de druiven Spätburgunder en de Ruländer.

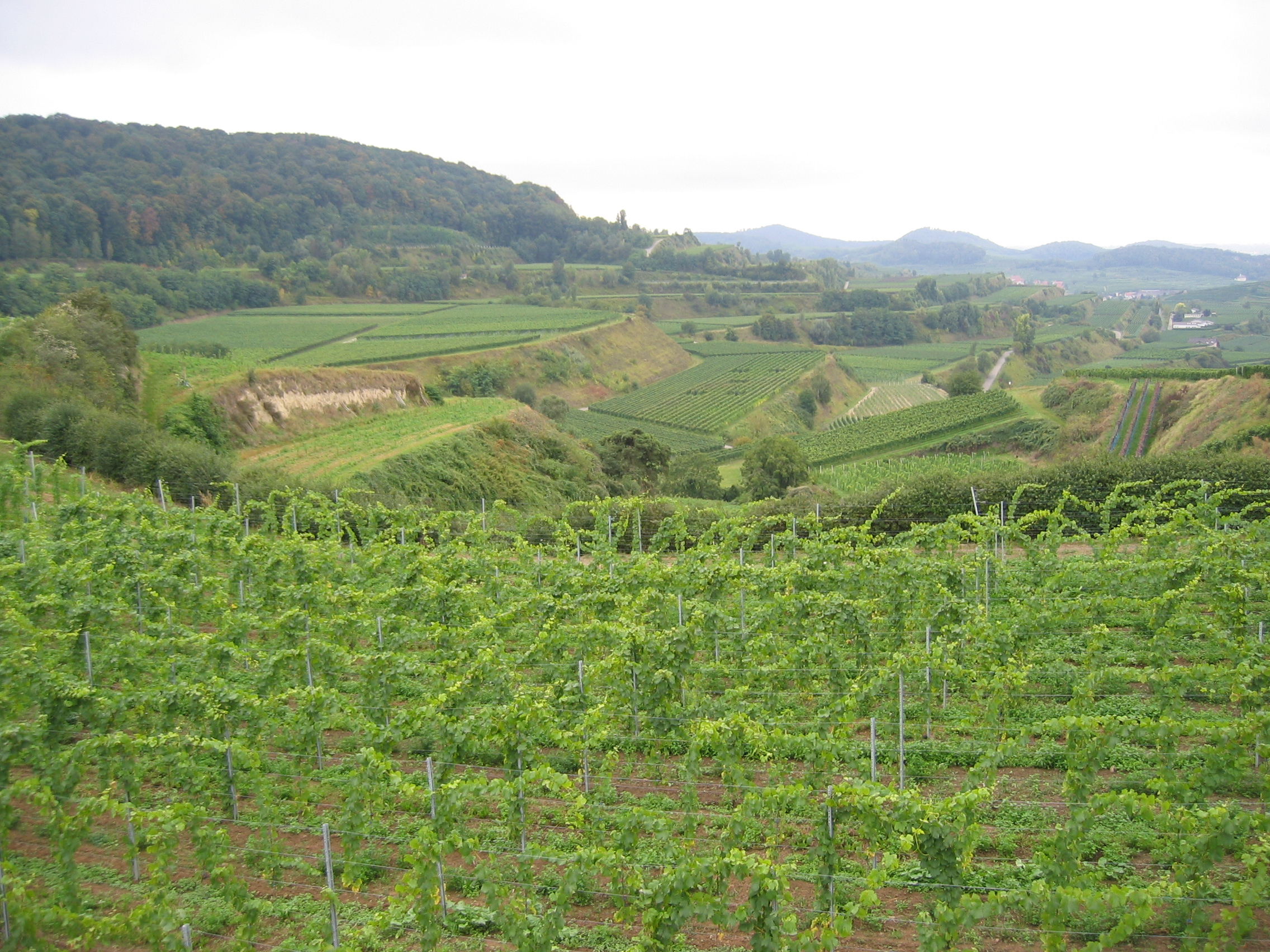
Nieuwe, grootschalige wijnterassen in de Kaiserstuhl. Deze zijn licht naar de berg toe hellend aangelegd, wat ze gevoelig voor erosie maakt.

## Landschap en landinrichting
Omdat löss een sterk erosiegevoelige grondsoort is, vindt de wijnbouw voornamelijk op voor de landbouw aangelegde terrassen plaats. Deze worden door holle wegen doorsneden, die ook typisch voor een lössgebied zijn.
Rond 1950 werd begonnen de kleine terrassen samen te voegen tot grotere, wat het oorspronkelijke landschap volledig heeft veranderd. Deze verandering vond in fasen plaats:
- Tussen 1950 en 1960 vonden slechts kleine herkavelingen plaats. Dit gebeurde meestal met de hand of machines. Zo werd ongeveer 950 ha opnieuw ingericht.
- Tussen 1960 en 1970 werden de lössterrassen op grotere schaal heringericht, waardoor grotere, diepere en minder grillig gevormde kavels ontstonden met hogere hellingen tussen de verschillende terrassen in. Deze terrassen werden licht naar de berg toe hellend aangelegd, zodat vanuit het dal alleen de hellingen te zien zijn. Op deze manier ontstond rond de 650 ha nieuwe wijnterrassen.
- Tussen 1970 en 1976 werden machinaal grote terrassen gemaakt, die niets meer van het oorspronkelijke reliëf laten zien. Zo ontstonden enorme oppervlakken van in totaal 630 ha. Omdat bij deze enorme terrassen ook grote hellingen nodig zijn, voltrok deze verandering zich echter op bijna het dubbele van dit oppervlak.
- De laatste fase van de herverkaveling vond plaats van 1976 tot 1982. De grootschalige herinrichting had tot veel protest geleid. In deze fase werden hellingen tussen terrassen in maximaal 10 meter hoog gemaakt. Op deze manier werd nog eens 330 ha opnieuw ingericht.

Bij de herverkavelingen was geen rekening gehouden met twee vervelende gevolgen, die voor schade zorgden in de jaren erna:
- Nadat vanaf 1977 door grote hoeveelheden neerslag aanzienlijke hoeveelheden bodemmateriaal waren weggespoeld, leidde een zeer natte periode in 1983 tot aanzienlijke verdere schade. In sommige terrassen ontstonden diepe breuken en geulen.
- Op de naar de berg toe aangelegde terrassen vond schade plaats door vorst. Deze terrassen vormden namelijk verdiepingen in het landschap waar koude lucht langer blijft hangen. Op diepere plekken in het landschap, waar voorheen fruitteelt plaatsvond en nu ook druiven werden verbouwd, bleek vorst ook vaak een schadepost te kunnen zijn.

Vanaf 1982 vonden dan ook reparatiewerkzaamheden plaats waaronder het gedeeltelijke terugbrengen van de kavels naar hun oorspronkelijke staat. Zoals in alle lössgebieden blijft erosie echter een groot probleem.
Adelegg · Albuch · Baar · Bauland · Berglen · Bergstraße · Bodanrück · Breisgau · Dinkelberg · Ellwanger Berge · Filder · Gäu · Göge · Haller Ebene · Hardt · Härtsfeld · Heckengäu · Hegau · Heuchelberg · Höchsten · Hochsträß · Hohenloher Ebene · Holzstöcke · Hotzenwald · Kaiserstuhl · Klettgau · Kraichgau · Korngäu · Keur-Palts (Kurpfalz) · Landgericht · Limpurger Berge · Linzgau · Lußhardt · Löwensteiner Berge · Mainhardter Wald · Markgräflerland · Murrhardter Wald · Oberschwaben · Odenwald · Ortenau · Pfinzgau · Schönbuch · Schurwald · Schwäbische Alb · Strohgäu · Stromberg · Taubergrund · Tauberland · Tautschbuch · Ufgau · Waldenburger Berge · Welzheimer Wald · Westallgäu · Zabergäu · Zwarte Woud (Schwarzwald)